# Мадлен (острова, Канада)

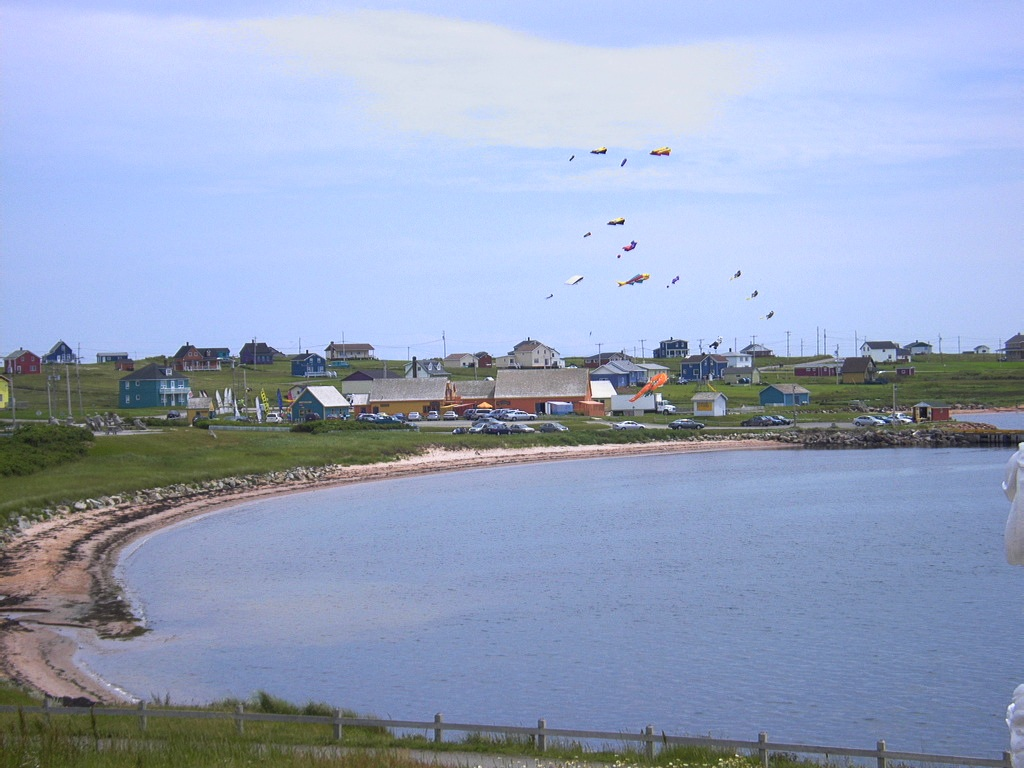

Мадле́н (Мадленские острова фр. îles de la Madeleine), также Ма́гдален — архипелаг из девяти островов и большого количества малых островков, песчаных мелей и кос в центре Залива Святого Лаврентия. Получили своё название в честь Св. Марии Магдалены. Площадь архипелага — 205,5 км². Административно входят в состав области Гаспези-иль-де-ля-Мадлен, Квебек, Канада. Население 13 091 чел. (2006 г., перепись). Официальный язык — французский. Административный центр архипелага — город Гранд-Антре (646 чел.).

## Список островов
- Остров Авр Обе́р, «Бухта Обер» (фр. l'Île du Havre Aubert) — 58 км².
- Остров Де-Ла-Гранд-Антре́ (фр. l'Île de la Grande Entrée) признан квебекской «столицей омаров», которых ловят местные рыбаки.
- Остров Авр-О-Мезон, «Бухта домов» (фр. l'Île du Havre aux Maisons)
- Остров Кап-О-Мёль (фр. l'Île du Cap aux Meules)
- Иль-о-Лю, «Волчий остров» (фр. l'île aux Loups)
- Ла-Грос-Иль, «Великий остров» (фр. la Grosse Île) — 77,92 км².
- Остров Антре́, «Входной Остров» (фр. l'île d'Entrée)
- Остров Брион (фр. l'Île Brion) — 7 км².
- Остров Роше́-Оз-Уазо́, «Птичья скала» (фр. le Rocher aux Oiseaux)

Большинство островов соединяют узкие песчаные косы, по которым проложены дороги. Изолированы лишь острова Брион и Д’Антре. 25 % территории островов покрыто лесом.

## История
В 1534 г. архипелаг обнаружил французский мореплаватель Жак Картье, который высадился на нём и объявил остров владением Франции. Французы, бретонцы, кевебкцы и франко-акадцы начали осваивать его только после 1706 года, зимуя на островах, где они охотились на моржей, морских выдр, а также занимались рыболовством, которое и по сей день является основным занятием населения, помимо туризма.
В 1755 году на острове нашли пристанище франко-акадцы, тысячи которых были изгнаны из Акадии британскими войсками. На основе франко-акадийского языка сложился и современный мадленский диалект островов. Квебекский акт 1774 года передал острова в ведение Квебекской администрации.
В 1798 г. острова были переданы в феодальное владение сэру Айзеку Коффину, однако его диктаторские методы (в частности, попытки ограничить рыболовство и торговлю с США) вызвали крайнее недовольство местных жителей и вынудили его покинуть остров. Отчеканенные им пенни островов Мадлен использовались как суррогатная разменная монета в Нижней Канаде.
В районе островов отмечено около 400 кораблекрушений; часть населения островов являются потомками переживших кораблекрушения.

## Население
Население 13 091 жит. (2006). 94 % франкофоны, 6 % англофоны. 85 % — потомки франко-акадцев, 9 % — имеют французское, бретонское, квебекское происхождение, 6 % — английское, англоканадское и ирландское. Остров Д’Антре (130 чел.) населяют преимущественно англофоны ирландского и шотландского происхождения.

## Прочее
На острове Кап-О-Мёль располагается неинкорпорированная канадская община Кап-О-Мёль (Кап-Окс-Мёль — Cap aux Meules).